# Universitario Rugby Club (Salta)
El Universitario Rugby Club es un equipo argentino de rugby con sede en la ciudad de Salta, miembro de la Unión de Rugby de Salta y que compite en el Torneo del Interior; segunda división del rugby argentino.

## Historia
El club se fundó el 1 de mayo de 1961 por alumnos de la Universidad Nacional de Salta, ubicando su primera cancha en los terrenos lindantes a la Universidad. En el año 2007 el Gobierno de la Provincia donó a Universitario RC los terrenos contiguos del Ejército, donde se ubica actualmente el estadio ,en la zona norte de la ciudad.

### Jugadores destacados
Salta aportó varios jugadores a los Pumas,entre ellos figuran: Juan Figallo, Lucio López Fleming , y Diego Fortuny , quien jugó en el club , como así también para Argentina XV y para los Jaguares.

### Rivalidades
El club mantiene una famosa rivalidad deportiva que lo enfrenta al Jockey Club.

## Palmarés
- Campeón torneo del interior B de 2016.[4]